# Schoenus biglumis
Schoenus biglumis är en halvgräsart som beskrevs av Georg Kükenthal. Schoenus biglumis ingår i släktet axagssläktet, och familjen halvgräs. Inga underarter finns listade i Catalogue of Life.